# Петрич (Софійська область)
Петри́ч (болг. Петрич) — село в Софійській області Болгарії. Входить до складу общини Златиця.

## Населення
За даними перепису населення 2011 року у селі проживали 249 осіб, з них 230 осіб (92,7%) — болгари.
Розподіл населення за віком у 2011 році:
Динаміка населення: